# Jakub I. z Urgellu
Jakub I. z Urgellu (katalánsky Jaume I d'Urgell, 1321, Zaragoza – 15. listopadu 1347, Barcelona) byl aragonský infant a hrabě z Urgellu.

## Život
Narodil se jako čtvrtý syn aragonského krále Alfonse IV. a jeho první choti Terezy, starší dcery Gombalda z Entença a dědičky Ermengola z Urgellu. Po matčině smrti roku 1327 zdědil hrabství Urgell a roku 1335 se oženil s Cecílií z Comminges. O rok později převzal vládu v hrabství.
Téhož roku se jeho starší bratr Petr stal králem. Ač byl od roku 1338 ženatý, nedařilo se mu počít vysněného mužského potomka a proto jmenoval dědičkou trůnu dceru Konstancii a to až do doby, kdy ona sama porodí syna. Tímto rozhodnutím poškodil Jakubův nárok na trůn a popudil proti sobě nejen odstrčeného bratra, ale i řadu měst a představitelů šlechty. Následné vzpouře král nakonec ustoupil. Roku 1347 Jakub zemřel zřejmě bratrovým přičiněním.
Byl pohřben ve františkánském klášteře v Barceloně. Klášter byl roku 1835 zbořen a Jakubovy ostatky byly společně s dalšími přeneseny do katedrály sv. Kříže a sv. Eulálie. Ve 20. století byly společně s pozůstatky Alfonse III. uloženy v tumbě od Frederica Marèse.